# Neofelis
O género Neofelis contém duas espécies, o leopardo-nebuloso  (N. nebulosa) e o leopardo-nebuloso-de-bornéu (N. diardi), ambas classificadas como vulneráveis pela IUCN e incluídas no Apêndice I da CITES. São encontrados apenas no Sudeste Asiático. N. diardi foi elevado à categoria de espécie em 2006; até aí era considerada uma subespécie de N. nebulosa.  A população taiwanesa de leopardos-nebulosos encontra-se significativamente diminuída, e alguns acreditam que já não exista nesta região, pois o último avistamente relatado data de 1983.
O género é considerado distinto devido à diferença na estrutura craniana em comparação com outros grandes felinos. Sabe-se também que os seus caninos superiores são mais compridos que os de qualquer outro felídeo existente. Estudos moleculares sugerem que embora o género pertença ao mesmo clado dos outros grandes felídeos, divergiu do género Panthera relativamente cedo nas suas histórias evolutivas, há cerca de cinco ou seis milhões de anos.